# Шипшина щитконосна
Шипши́на щитконо́сна (Rosa corymbifera) — багаторічна рослина родини розових, близько споріднена із шипшиною звичайною. Відомий дослідник української ботанічної номенклатури Ю. Кобів у своєму Словнику українських наукових і народних назв судинних рослин наводить для цього виду дві народні назви — свербиу́с та шипо́вник. Колючий чагарник середньої висоти із білими чи рожевими квітами. Має їстівні плоди. Типовий представник флори Європи, поширений також в окремих областях Середньої Азії, Північної Африки та інтродукований на інших континентах. Має обмежене використання як харчова, медоносна та лікарська рослина.

## Опис
Багаторічна рослина, нанофанерофіт. Листопадний кущ заввишки 2-3 м із компактною, але доволі розлогою кроною. Пагони колючі, вкриті однаковими за розміром і виглядом гачкуватими шипами. Листки чергові, непарнопірчасті, складені з 5-7 (рідко з 9) досить великих (завдовжки 2,5-4 см) листочків. Черешки гладенькі або вкриті нечисленними залозками. Прилистки розширені. Листочки яйцеподібні, із 1-2 залозками та пилчастим, рідше — двічіпилчастим краєм, причому їхні зубці значно менші ніж у схожої шипшини звичайної. Іншою надійною ознакою, що дозволяє розрізнити ці два види, є опушення: у шипшини щитконосної воно вкриває або обидва боки листочків, або розвинене лише на нижньому боці (іноді лише уздовж жилок).
Квітки поодинокі або зібрані в негусті суцвіття — щитки. Приквітки середньої довжини, ланцетні. Квітконіжки довгі, гладенькі або із розсіяними стебловими залозками. Чашолистки відхилені донизу, пірчасті, часто із листоподібними придатками, з нижнього боку гладенькі або вкриті розсіяними залозками, опадні. Квітки актиноморфні, п'ятичленні, двостатеві, зазвичай білі чи блідо-рожеві, рідше — рожеві, завширшки 4-5 см. Тичинки численні, жовті, інколи залишають на плодах. Маточка коротка, ледь опукла, опушена або гола.
Плоди — цинародії, що мають вигляд кулястих або яйцеподібних ягід помаранчево-червоного кольору завдовжки 1,5-2 см. Характерною ознакою виду є відсутність на верхівці «ягід» залишків чашолистків. Насінини світлого кольору, тверді, вкриті тонкими волосками.
Число хромосом 2n=35.

## Хімічний склад
Листки шипшини щитконосної містять різноманітні органічні кислоти, а саме: п-кумарову, п-бензойну, ферулову, ванілінову, саліцилову, елагову, кавову, гептизинову, протокатехову, галову, гідроксифенілоцтову, бузкову. У квітках знайдена кавова кислота і флавоноїди, зокрема, астрагалин. Як і в багатьох інших шипшин, м'якуш плодів цього виду багатий на вітаміни C і E, дубильні речовини, лікопен, барвники рубіксантин, каротин та каротиноїди. Насіння містить цілющу жирну олію та вітамін E.

## Поширення
Шипшина щитконосна — представниця євразійсько-середземноморської флори. Зона поширення цього виду охоплює здебільшого Центральну та Південну Європу, де вона практично збігається із ареалом шипшини звичайної. Крайньою західною та північною точкою європейської частини ареалу є, відповідно, острів Велика Британія та південь Норвегії. Крім того, цей чагарник поширений на Кавказі, у гірських системах Середньої Азії, зокрема у гірських районах Туркменістану, на Памірі, Алтаї, Тянь-Шані. Південний кордон ареалу в Азії пролягає через півострів Мала Азія і далі на схід до теренів Афганістану. Середземноморська частина ареалу на півдні включає узбережжя Північної Африки.
В межах України шипшина щитконосна приурочена перш за все до лісостепової смуги, де вона зростає від Прикарпаття й Поділля на заході і до Слобожанщини на сході. По долинам річок цей вид розповсюджується на південь аж до Північного Причорномор'я та Кримського півострова включно.

## Екологія
Шипшина щитконосна — світлолюбна, доволі морозостійка рослина, здатна витримати зимові морози до -29 °C. Вона віддає перевагу добре прогрітим ділянкам із плодючими кам'янистими суглинками, особливо добре розвивається на вапнякових ґрунтах, хоча може рости також на нейтральних або слабокислих. Типовими біотопами цього виду є узлісся, лісові галявини, кам'янисті схили гір, береги гірських річок та струмків, сухі луки, чагарникові зарості, узбіччя доріг, гірські пасовища. У горах цей вид підіймається до висоти 2300 м. Зростає цей чагарник поодинокими особинами або утворює групи з кількох кущів. Шипшина щитконосна входить до складу рослинних угруповань класу Rhamno catharticae — Prunetea spinosae.
Вид розмножується насінням та вегетативно: у природі переважає насіннєвий спосіб розмноження, у садівництві застосовують живцювання. Шипшина щитконосна квітне у рызних частинах ареалу з травня по липень. Її квіти запилюють комахи, в тому числі й медоносні бджоли, які збирають з цього виду невелику кількість нектару і виробляють з нього мед високої якості. Подібно до інших представників роду шипшина щитконосна здатна запилюватись близькими видами і утворювати з ними міжвидові гібриди.
Плоди достигають у серпні-вересні. У розповсюдженні насіння значну роль відіграють птахи, які дзьобають плоди, але перетравлюють лише соковитий оплодень, в той час як неперетравлене насіння з послідом потрапляє у зовнішнє середовище. Тверда оболонка насінин міцна до розриву, тому для успішного проростання насіння має пройти через цикл охолодження й нагріву. У природі таку стратифікацію забезпечує зимове похолодання, втім, і його часто буває недостатньо: лише частина насінин проростає наступної весни, іншим для цього потрібно півтора чи, навіть, два роки.

## Використання
Незважаючи на широку розповсюдженість, шипшина щитконосна не має самостійного господарського значення. Повсюдно її використовують як супутній ресурс для заготівлі лікарської сировини. Збирають, перш за все, плоди, з яких готують узвар, варення, пастилу. Узвар з плодів застосовують для лікування анемії, гіпоацидного гастриту, жовчнокам'яної хвороби, астенії. Якщо заготівля набуває промислового масштабу, то насіння, яке залишається після переробки плодів, придатне для видобутку жирної олії, що має ранозагоювальні властивості. У народній медицині настій або відвар насіння використовують при сечокам'яній хворобі. Рідше використовують квітки та корені. Пелюстки заварюють як чай, а їхній відвар із медом у народній медицині вважається дієвим при бешисі. Відвар коренів п'ють при сечокам'яній хворобі, малярії, анемії, зовнішньо застосовують при паралічах.
У бджільництві шипшина щитконосна має обмежене значення як джерело нектару і пилку для бджіл, проте, точних даних про її медопродуктивність немає. Декоративне значення цього виду також незначне. Шипшина щитконосна придатна для озеленення занедбаних ділянок, рекультивації сухих схилів, але через малий розмір квіток у садках її вирощують рідко — в цих випадках частіше застосовують для створення живоплотів, ще рідше — як підщепу для культурних сортів. У садках шипшина щитконосна добре переносить сусідство із люпином, петрушкою, цибулею, але пригнічується поряд із самшитом.

## Таксономія
За даними сайту The Plant List для цього виду дійсні наступні синоніми:
- Rosa × corymbifera auct.
- Rosa × dumetorum Thuill.
- Rosa tomentella subsp. affinis Godr.[1]

Слід зазначити, що загалом систематика роду Шипшина вкрай складна, тому науковці по-різному оцінюють його таксономічний обсяг. Зокрема, одні вважають шипшину щитконосну лише підвидом шипшини звичайної, інші дотримуються протилежної думки і рамках цього виду вирізняють ще такі підвиди як:
- Rosa corymbifera Borkh. subsp. corymbifera
- Rosa corymbifera subsp. deseglisei (Boreau) Stohr (синоніми Rosa deseglisei Boreau, Rosa dumentorum var. deseglisei (Boreau) M.Schulze).